# Marie Equi
Marie Equi, född 7 april 1872 i New Bedford, Massachusetts, död 13 juli 1952 i Portland, Oregon, var en amerikansk läkare som tillhandahöll vård till arbetarklass och fattiga patienter. Hon erbjöd regelbundet information om preventivmedel och aborter vid en tid då båda var olagliga. Hon blev en politisk aktivist och förespråkade medborgerliga och ekonomiska reformer, inklusive kvinnors rösträtt och åtta timmars arbetsdag. Efter att ha blivit misshandlad av en polis i en arbetarstrejk 1913 anslöt Equi sig till anarkister och Industrial Workers of the World.
Equi levde i en relation med Harriet Frances Speckart (1883-15 maj 1927) i mer än ett decennium. De två kvinnorna adopterade ett spädbarn och uppfostrade barnet, Mary, i ett tidigt och ovanligt exempel på en samkönad familj. 
För hennes radikala politik och samkönade relationer kämpade Equi mot diskriminering och trakasserier. 1918 dömdes Equi enligt Sedition Act för att ha argumenterat mot USA:s inblandning i första världskriget. Hon dömdes till tre års fängelse i San Quentins delstatsfängelse, hon satt 10 månader av straffet innan hon släpptes för gott uppförande.